# Soundtrack Pro
Soundtrack Pro était un logiciel professionnel de post-production son et de musique d'Apple fonctionnant sous Mac OS X. Il était utilisé pour créer la bande sonore des films réalisés à l'aide de Final Cut Pro. Ce logiciel incluait une collection de plus de 5000 boucles professionnelles d'instruments et d'effets sonores libres de droits.
Cette application faisait partie de la suite de production vidéo professionnelle Final Cut Studio.

## Historique
Une ancienne version de Soundtrack Pro appelée Soundtrack était vendue avec le logiciel de montage vidéo Final Cut Pro 4, paru en avril 2003. Quelque temps plus tard, Soundtrack fut vendu individuellement, mais à cause de la faible demande, ce produit a été arrêté. lire l'article (EN). Le concept de Soundtrack était de permettre à ceux qui n'étaient pas des compositeurs professionnels de produire une bande sonore de qualité et exempte de droits d'auteur pour leurs vidéos ou DVD. La musique créée dans Soundtrack pouvait facilement être exportée vers Final Cut Pro. Soundtrack est réapparu en janvier 2005, vendu uniquement avec Final Cut Express HD. 
Soundtrack Pro a été lancé le 17 avril 2005 lire l'article (EN). Il était alors vendu seul et avec la suite de logiciels Final Cut Studio. En janvier 2006, Apple décida finalement de ne plus vendre Soudtrack Pro seul. Il fut alors disponible uniquement avec la suite Final Cut Studio. 
En 2011, Apple lance Final Cut Pro X, la suite Final Cut Studio est retirée de la vente, le logiciel Soundtrack Pro est définitivement abandonné, la plupart de ses fonctions de retouches audio étant intégrés dans Final Cut Pro X. 